# Distretto di Cabana (Ancash)
Il distretto di Cabana è un distretto del Perù nella provincia di Pallasca (regione di Ancash) con 2.810 abitanti al censimento 2007 dei quali 1.874 urbani e 936 rurali.
È stato istituito il 2 gennaio 1857.